# Dennis Nilsen
Dennis Andrew Nilsen (23. listopadu 1945, Fraserburgh, Skotsko – 12. května 2018) byl britský sériový vrah a nekrofil, který mezi lety 1978 a 1983 zavraždil v Londýně nejméně 12 mladíků. Byl usvědčen ze šesti vražd a ze dvou pokusů o vraždu. Trest vykonával ve věznici HM Prison Full Sutton s maximální ostrahou, která se nachází v East Riding of Yorkshire v Anglii. Byl známý také jako „Kindly Killer“ (česky „laskavý zabiják“), protože byl přesvědčen, že své oběti zabil humánním způsobem.
Nilsen vraždy spáchal na dvou adresách v Londýně, ve kterých střídavě bydlel. Oběti přilákal k sobě domů, a poté je zavraždil uškrcením, někdy doprovázeném utonutím. Většinou šlo o bezdomovce, někteří byli homosexuálové nebo prostituti.

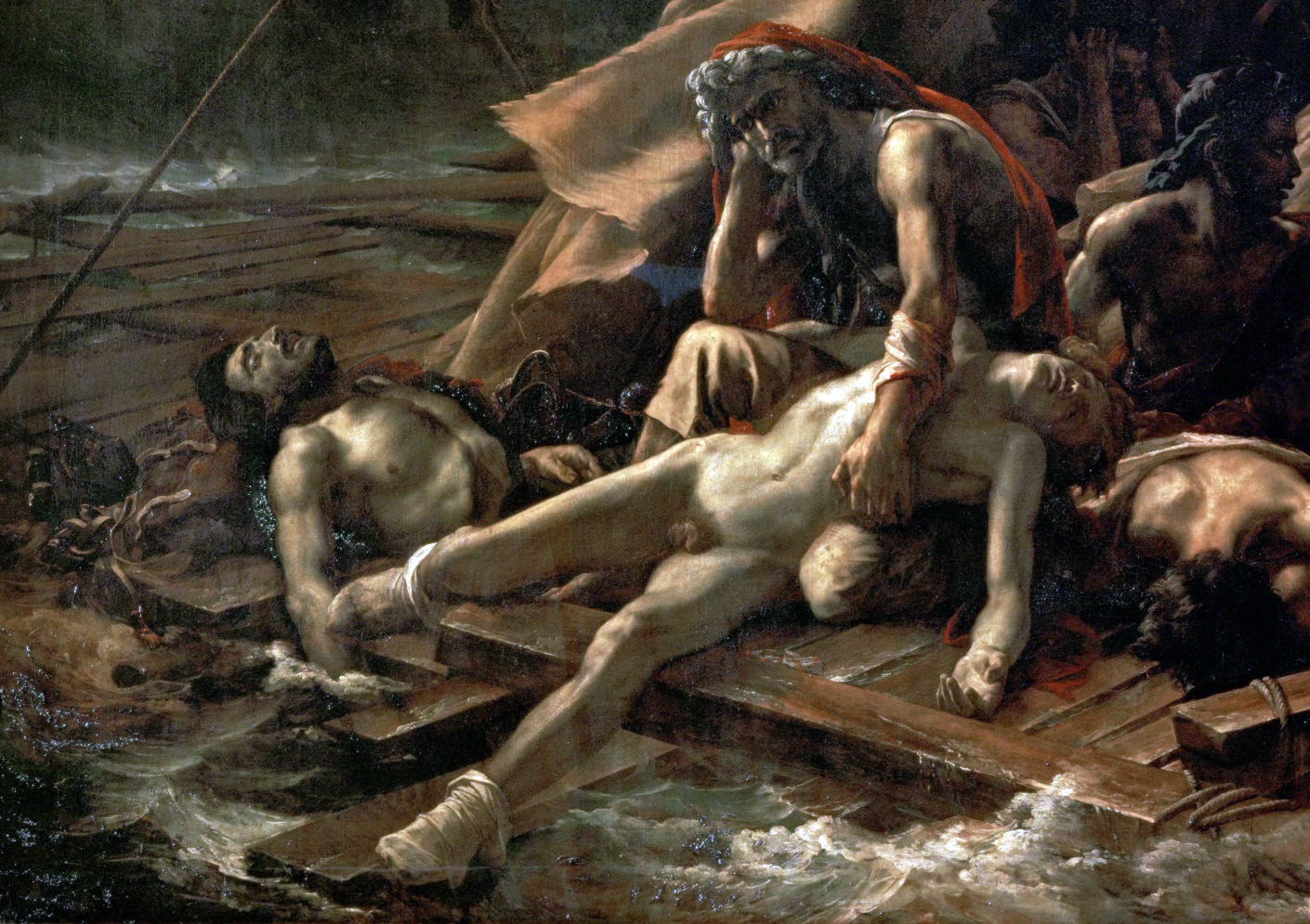
Detail obrazu Vor Medúzy. Starce, držícího nahé, bezvládné tělo zesnulého mladého muže, začlenil Nielsen do svých masturbačních fantazií

V roce 1983 byl obviněn z vraždy, když byly nalezeny v kanalizaci pod jeho domem lidské ostatky. Poté, co byl zatčen, na policejní stanici v severním Londýně dal policii plné doznání. 4. listopadu 1983 byl odsouzen k doživotnímu vězení s doporučením, aby nebyl propuštěn dříve než za pětadvacet let.

## Život
Dennis Nilsen se narodil 23. listopadu 1945. Jeho otec byl norský voják, který v roce 1940, po obsazení země nacisty, přibyl s dalšími norskými vojáky do Skotska. V květnu 1942 se jeho otec oženil s Elizabeth Whyteovou.
Zemřel ve vězení 12. května 2018.

## Oběti
Nielsen mezi lety 1978 a 1983 zavraždil dvanáct chlapců a mladých mužů, je avšak podezírán z toho, že obětí může být patnáct. Nejméně devět obětí zavraždil na 195 Melrose Avenue, poslední tři oběti zavraždil v čísle 23 na Cranley Gardens. Z osmi identifikovaných obětí pouze tři — Stephen Holmes, Kenneth Ockenden a Graham Allen — měly v době vraždy stálé bydliště, ostatní byly většinou bezdomovci, tuláci a prostituti.
V roce 1992 Nilsen přiznal dvanáct obětí a sdělil, že tři další oběti, o kterých dříve řekl, že je zavraždil v Melrose Avenue, si vymyslel. Dílem kvůli tlaku při výsleších, dílem kvůli tomu, že chtěl „držet linii“ přibližně patnácti obětí, které zmínil vyšetřovatelům při předvádění na policejní stanici.

## Film a televize

### Film
- Cold Light of Day (1989).[8] Režie Fhiona Louise, Dennise Nilsena hraje Bob Flag.[9] Film byl v roce 1990 oceněn na Filmovém festivalu v Benátkách
- Des (2020).[10]. Televizní seriál, režie Lewis Arnold, Denise Nilsena hraje David Tennant.
- Paměti vraha: Případ Nilsen (2021)

## Zajímavosti
- Dům, ve kterém Nilsen zavraždil své oběti (v londýnské čtvrti Muswell Hill), byl zrekonstruován a od roku 2015 je v prodeji za 300 000 liber.[11]
- Ve vězení napsal autobiografii, která má být vydána po jeho propuštění, případně po jeho smrti.[3]